# Adamello-Höhenweg Nr. 1
Der Adamello-Höhenweg Nr. 1 (italienisch Alta via dell’Adamello) ist ein alpiner Höhenwanderweg, der in rund 85 km und ca. acht Tagesetappen durch die italienische Adamellogruppe führt.

## Allgemeine Beschreibung

Verlauf des Höhenweges

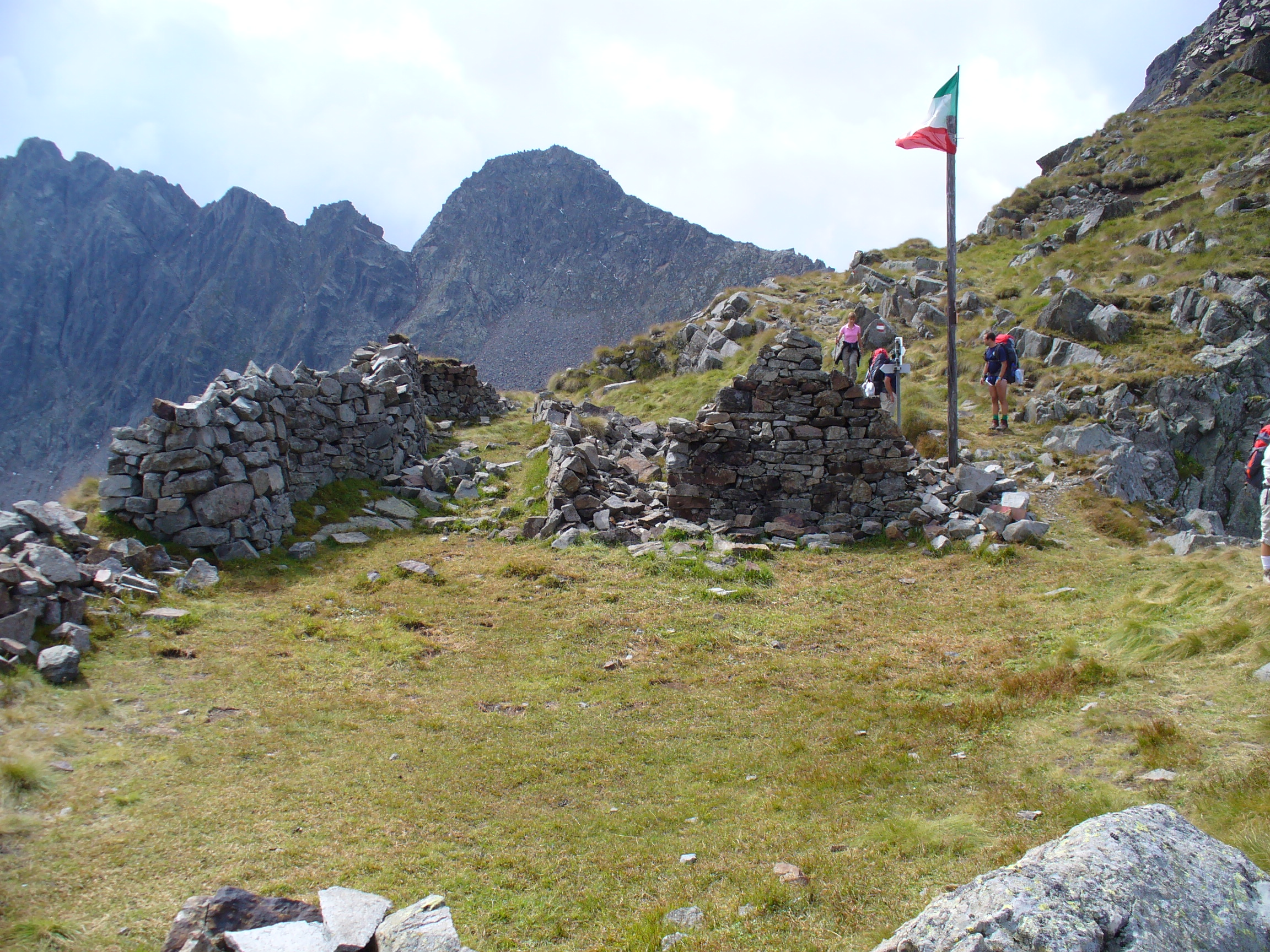
Stellungen aus dem Gebirgskrieg von 1915–1918 begegnen einem an vielen Stellen des Weges

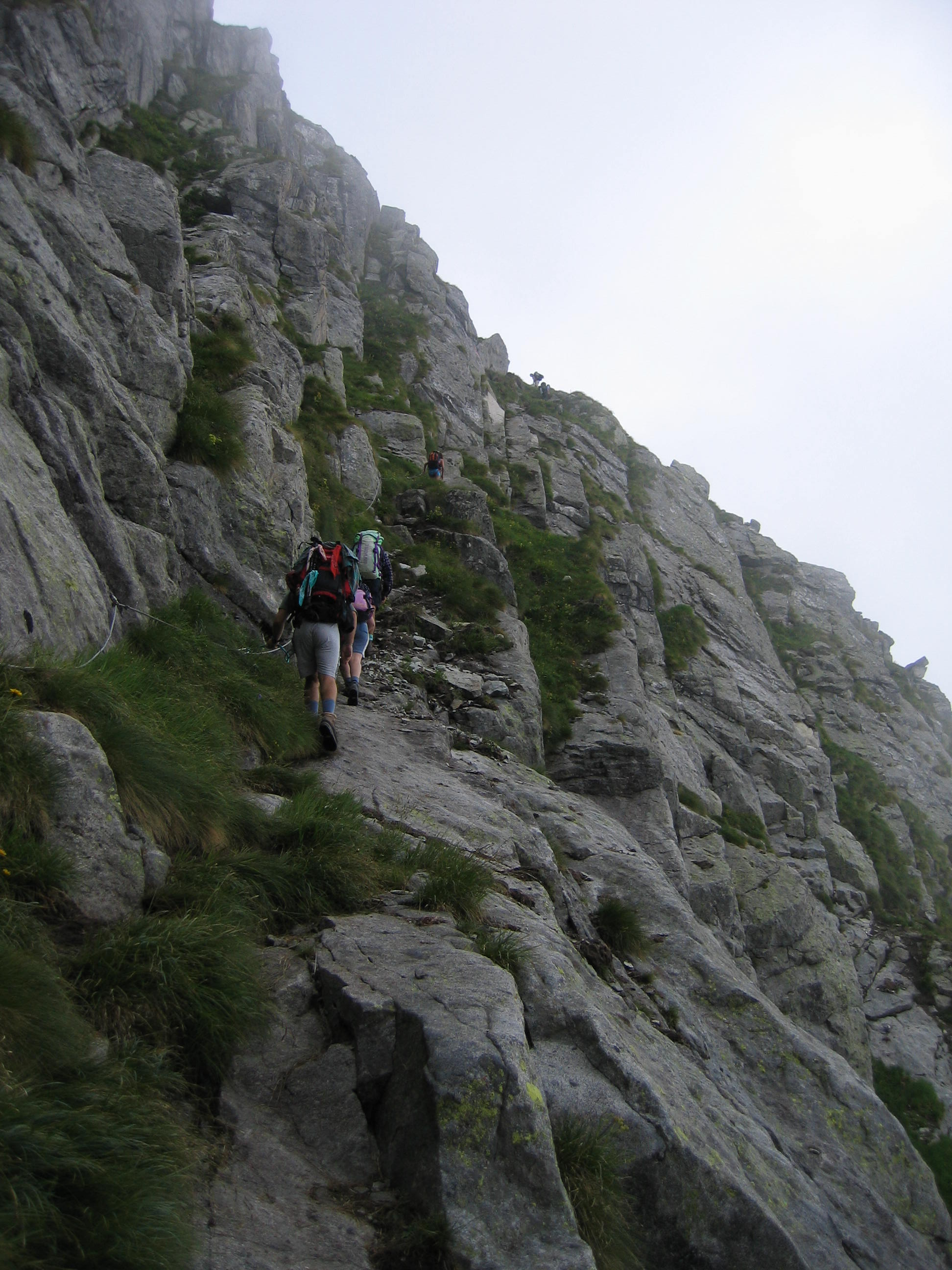
Einige Stellen am Weg sind mit Drahtseilen gesichert

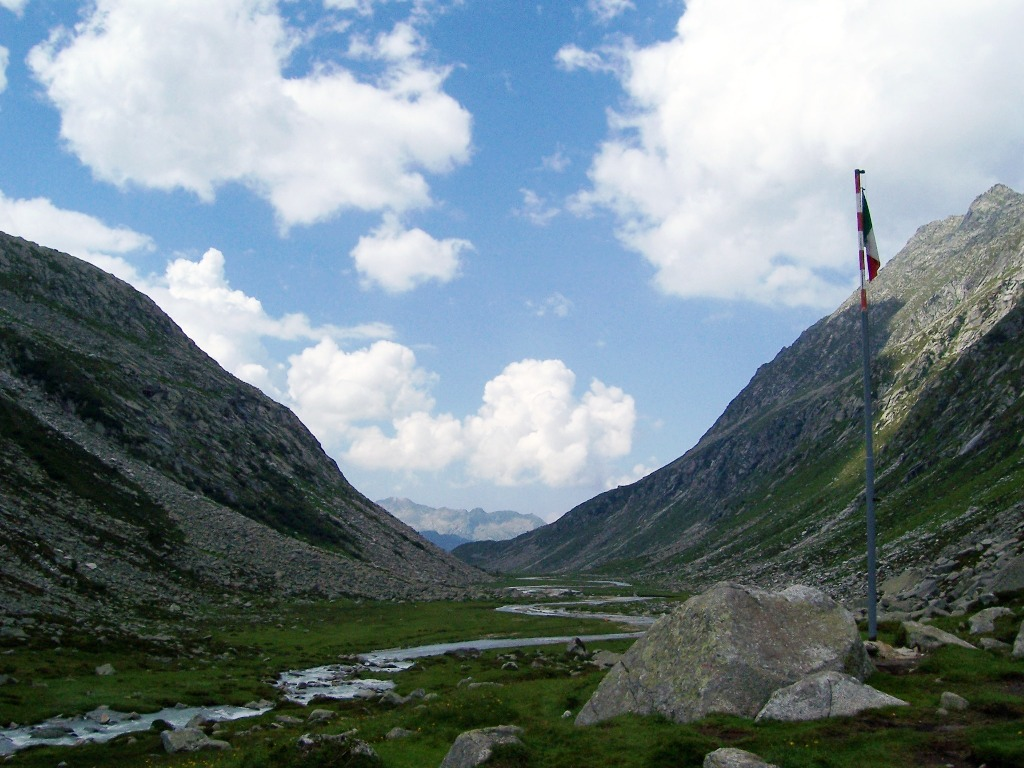
Das Valle Adamé, eines der zahlreichen Seitentäler die entlang des Weges gequert werden müssen

Der Weg liegt zum allergrößten Teil in der Lombardei (Provinz Brescia), kurze Abschnitte führen auch durch das Trentino.
An mehreren Stellen entlang des Weges finden sich Relikte aus dem Gebirgskrieg, teilweise folgt auch der Weg diesen extra während des Ersten Weltkrieges angelegten Pfaden.
Einige Stellen sind recht ausgesetzt und absturzgefährdet, Schwindelfreiheit und Trittsicherheit sind demnach unabdingbar.
Die Hütten (ital. Rifugio = Hütte) entlang des Weges sind in der Regel von Mitte Juni bis Mitte September bewirtschaftet, jene mit gutem Zugang aus den Tälern teils auch deutlich länger, dann jedoch gelegentlich nur an Wochenenden. Jedoch muss bis in den Juli hinein noch mit Schneefeldern gerechnet werden, die insbesondere in Nordlagen das vorankommen erschweren.
Rot-weiß-rote Markierungen (ähnlich der österreichischen Flagge, teils mit einer schwarzen 1 auf dem weißen Teil) sind in der Regel reichlich vorhanden. Trotzdem kann die Orientierung gerade wie bei den schon erwähnten, im Frühsommer teils noch vorhandenen Schneefeldern oder bei Nebel Schwierigkeiten bereiten.

## Etappen
Grundsätzlich kann der Weg in beiden Richtungen begangen werden. Oft wird als Start das Rifugio Tassara nahe dem Passo di Croce Domini und als Ziel das Rifugio Malga Stain oberhalb von Edolo genannt. Ein zwischenzeitlicher Ein- oder Ausstieg insbesondere an und zu den Hütten durch die zahlreichen Seitentälern ist möglich. Der Vorteil einer Süd-Nord Begehung ist jedoch, dass man die Sonne eher im Rücken hat, dadurch weniger geblendet wird und gleichzeitig die Berge vor einem besser beleuchtet werden.
Als Start- bzw. Zielstationen werden oft auch andere Orte genannt oder genutzt wie Prestine im Süden oder Temù im Norden, die beide an das öffentliche Busnetz angebunden sind. Trainierte Bergwanderer legen öfters auch zwei Tagesetappen zu einer zusammen. Auf dem Weg liegen noch weitere Berghütten außer den in folgender Tabelle genannten wie z. B. das Rifugio Baitone oder das Rifugio Gnutti.
| Etappe | Start                            | Ziel                       | Gehzeit | Höhenmeter im Aufstieg | Höhenmeter im Abstieg | Charakteristik |
| ------ | -------------------------------- | -------------------------- | ------- | ---------------------- | --------------------- | -------------- |
| 1. Tag | Rifugio Tassara / Rifugio Bazena | Rifugio Tita Secchi        | 2.15 h  | 567 m                  | 0 m                   |                |
| 2. Tag | Rifugio Tita Secchi              | Rifugio Maria e Franco     | 5.30 h  | 413 m                  | 333 m                 |                |
| 3. Tag | Rifugio Maria e Franco           | Rifugio Città di Lissone   | 5.15 h  | 256 m                  | 536 m                 |                |
| 4. Tag | Rifugio Citta di Lissone         | Rifugio Prudenzini         | 4.45 h  | 625 m                  | 540 m                 |                |
| 5. Tag | Rifugio Prudenzini               | Rifugio Tonolini           | 5.20 h  | 940 m                  | 810 m                 |                |
| 6. Tag | Rifugio Tonolini                 | Rifugio Giuseppe Garibaldi | 5.00 h  | 358 m                  | 457 m                 |                |
| 7. Tag | Rifugio Garibaldi                | Rifugio Aviolo             | 6 h     | 385 m                  | 874 m                 |                |
| 8. Tag | Rifugio Aviolo                   | Rifugio Malga Stain        | 3.30 h  | 382 m                  | 730 m                 |                |

## Trivia
Weite Teile des Weges – auch alpine Etappen – lassen sich in Google Street View virtuell erwandern.

## Karten
- Kompass-Wanderkarte 1:50.000 Adamello, La Presanella Nr. 71 Innsbruck 2018, ISBN 9783990445006
- Tabacco-Wanderkarten 1:25.000, Adamello - Presanella ISBN 8883150872